# رضا بلال رجب
رضا رجب (ولد يوم 15 مارس 1952 - توفي 15 أغسطس 2013) هو كاتب وشاعر ومدرس سوري.

## حياته وعمله
ولد رضا بلال رجب في 25 مارس/آذار 1952، بـقرية عناب، محافظة حماة، حيث أتمَّ دراسته الإعداديّة، انتقل بعدها إلى مدرسة مصياف، ليتم دراسته الثانويّة، بدأ التّدريس وهو مازال طالباً يدرس اللغة العربية في جامعة دمشق، درّس أجيالاً عديدة في مدارس القرى المجاورة لـ«عنّاب»، وصار مديراً لبعضها، حصل على الإجازة في اللغة العربية من جامعة دمشق سنة 1974، تابع تحصيله العلمي ثم حصل على الماجستير من الجامعة اللبنانية عام 1996، ثمَّ الدّكتوراه في اللغة العربية وآدابها من جامعة دمشق عام 2001، ودرّس في جامعة البعث.

## من مؤلفاته
ترك العديد من نتاجه المطبوع ففي الشعر له "27" ديواناً مطبوعاً، نذكر منها:
- في ظلال السنديان (1974).
- دمشق تقرأ في سِفر نيسان (1975).
- محكوم بالحب (1979).
- كتاب تشرين (1997).
- الممكن والمستحيل (1981).
- سيف الدولة العربي (1989).
- أساطير (1994).
- أمير الأزمنة (1995).
- لدمشق سيدة العواصم (1999).
- لأني أحبك.
- جنون العشق.

وفي النثر له "13" مؤلفاً نذكر منها:
- ديوان التلعفري
- ابن النبيه
- الأزمنة والأمكنة للمرزوقي
- كشف اللثام عن التورية والاستخدام لابن حجة الحموي.
- رسالة ماجستير بعنوان: التذوق الأدبي عند الواحدي: السيفيات نموذجاً، مع شرح الواحدي لديوان المتنبي.

## الجوائز
أهم الجوائز التي حصل عليها في الإبداع والكتابة فهي:
- «جائزة الباسل الأولى 1995،
- جائزة «الشيخ زايد» الإمارات 2003،
- جائزة "باشراحيل" القاهرة 2004،
- جائزة «البردة» الإمارات 2005،
- جائزة «البابطين»، «الكويت» 2006.